# Chrysallida toroensis
Chrysallida toroensis är en snäckart som först beskrevs av Olsson och McGinty 1958.  Chrysallida toroensis ingår i släktet Chrysallida och familjen Pyramidellidae. Inga underarter finns listade i Catalogue of Life.